# Daikondi
Daikondi (Paschtu: دايکندي, Dari: دایکندی) ist eine Provinz (velayat) in Zentralafghanistan mit einer Fläche von 17.501 Quadratkilometern und 534.680 Einwohnern (Stand: 2022).
Sie wurde am 28. März 2004 als 33. Provinz des Landes durch die Abtrennung des nördlichen Teils der Provinz Uruzgan gebildet.
Daikondi zählt zur Region Hazaradschat. Dementsprechend stellen die Hazara den überwiegenden Teil der Bevölkerung Daikondis.

## Verwaltungsgliederung
Die Provinz Daikondi ist in folgende Distrikte gegliedert:
- Ashtarlay
- Khedir
- Kijran
- Kitti
- Miramor
- Nili
- Sang Takh
- Schahristan